# Милан Чемерикич
Милан Чемерикич (на сръбски: Милан Чемерикић или Milan Čemerikić) е сръбски национален деец, участник в Сръбската пропаганда в Македония, журналист, учител, преводач и банкер.

## Биография
Чемерикич е роден на 12 февруари 1877 година в косовския град Призрен, тогава в Османската империя. Завършва основното си образование в родния си град, където научава турски, албански и малко църковнославянски. В 1898 година завършва Галатасарайския лицей в Цариград. Учи една година право в Цариградския университет и две години (1902 - 1903) френски език и литература във Философския факултет на Великата школа в Белград. Връща се в Призрен и започва да преподава сръбски, френски и омолитика в Призренската семинария от 1900/1901 до 1906/1907 година. От лятото на 1906 до януари 1907 година специализира френски в Швейцария. От 1907 до 1909 година е учител в Скопската сръбска гимназия. Поддържа връзка със сръбската революционна организация.
След Младотурската революция в 1908 година е делегат на Първата сръбска конференция, провела се между 12 и 15 август 1908 г. в Скопие, на която е основана Сръбска демократическа лига в Османската империя. Избран е в Централния ѝ комитет. Поддържа връзки с младотурския комитет. В 1910 година преподава за кратко в Солун. От 1910 година започва да се занимава с журналистика и пише в скопските вестници. Редактор е на „Цариградски гласник“, „Вардар“, „Глас Явности“, дописник е на „Политика“ и „Руское слово“. В 1912 година е против опитите на сръбското правителство да преговаря с младотурците в Цариград, както и против избора на Богдан Раденкович за рашко-призренски митрополит.
През Балканската война е военен кореспондент от Цетине и Адриатика, а по време на Междусъюзническата – от Скопие. След войната става началник на Скопската банско управление.
През Първата световна война е войник, а след разгрома на сръбската армия и оттеглянето ѝ на Корфу е преводач. По-късно е в Женева, къдета прави прегледи на вражески печатни издания.
След Първата световна война се връща в Скопие и редактира първо „Привредни гласник“, а по-късно „Южна Сърбия“. От 1921 до 1932 година е директор на банка в Скопие. Пише икономически анализи.
Умира в Скопие на 11 януари 1940 година.